# Полиці (Хорватія)
46°02′ пн. ш. 15°47′ сх. д. / 46.04° пн. ш. 15.78° сх. д.
Полиці (хорв. Police) — населений пункт у Хорватії, у Крапинсько-Загорській жупанії у складі міста Кланєць.

## Населення
Населення за даними перепису 2011 року становило 235 осіб.
Динаміка чисельності населення поселення:

## Клімат
Середня річна температура становить 9,99 °C, середня максимальна – 24,00 °C, а середня мінімальна – -6,34 °C. Середня річна кількість опадів – 1023 мм.
| Клімат поселення                              | Клімат поселення | Клімат поселення | Клімат поселення | Клімат поселення | Клімат поселення | Клімат поселення | Клімат поселення | Клімат поселення | Клімат поселення | Клімат поселення | Клімат поселення | Клімат поселення | Клімат поселення |
| Показник                                      | Січ.             | Лют.             | Бер.             | Квіт.            | Трав.            | Черв.            | Лип.             | Серп.            | Вер.             | Жовт.            | Лист.            | Груд.            |                  |
| Середній максимум, °C                         | 5,68             | 7,67             | 11,87            | 16,25            | 21,02            | 24,00            | 23,57            | 23,04            | 19,10            | 13,99            | 8,28             | 4,37             |                  |
| Середня температура, °C                       | −0,31            | 1,66             | 5,86             | 10,24            | 15,04            | 17,99            | 19,74            | 19,21            | 15,28            | 10,16            | 4,44             | 0,54             |                  |
| Середній мінімум, °C                          | −6,34            | −4,34            | −0,14            | 4,22             | 9,02             | 11,99            | 15,91            | 15,39            | 11,46            | 6,34             | 0,62             | −3,27            |                  |
| Норма опадів, мм                              | 51               | 53               | 70               | 72               | 87               | 120              | 96               | 98               | 104              | 99               | 100              | 73               |                  |
| Середньомісячна швидкість вітру, м/с          | 1.60             | 1.80             | 2.20             | 2.14             | 2.00             | 1.81             | 1.80             | 1.60             | 1.60             | 1.60             | 1.70             | 1.70             |                  |
| Середньомісячна сонячна радіація, кДж/м²·день | 4069             | 6798             | 10405            | 14808            | 18879            | 20615            | 21428            | 18673            | 13752            | 8579             | 4482             | 3214             |                  |
| --------------------------------------------- | ---------------- | ---------------- | ---------------- | ---------------- | ---------------- | ---------------- | ---------------- | ---------------- | ---------------- | ---------------- | ---------------- | ---------------- | ---------------- |
| Джерело:                                      |                  |                  |                  |                  |                  |                  |                  |                  |                  |                  |                  |                  |                  |